# Drepanosticta gazella
Drepanosticta gazella är en trollsländeart som beskrevs av Maurits Anne Lieftinck 1929. Drepanosticta gazella ingår i släktet Drepanosticta och familjen Platystictidae. Inga underarter finns listade i Catalogue of Life.